# 藤代禎輔
藤代 禎輔（ふじしろ ていすけ、1868年9月10日（慶応4年7月24日） - 1927年（昭和2年）4月18日）は、ドイツ文学者、京都帝国大学教授。筆名は「素人」。

## 経歴
1868年、千葉で生まれた。帝国大学文科大学で学び、1891年に卒業。1900年、夏目漱石や芳賀矢一と同じ船に乗船してドイツへ留学。
1907年、京都帝国大学講師に就き、独文学を講じた。のち教授昇格。夏目漱石の友人であり、漱石を京都帝国大学へ招聘しようとしたが断られている。カール・フローレンツとともに『万葉集』のドイツ語訳の仕事を続けたが、未完のまま1927年に死去した。

## 栄典
位階
- 1926年（大正15年）5月1日 - 従三位[1]
- 1927年（昭和2年）4月18日 - 正三位[2]

勲章
- 1912年（大正元年）12月18日 - 勲四等瑞宝章[3]

## 著作
著書
- 『草露集』藤代素人名義、大倉書店 1906
- 『文芸と人生』不老閣書房 1914
- 『文化境と自然境』藤代素人名義、文献書院 1922
- 『鵞筆余滴』藤代素人名義、弘文堂書房 1927

訳書
- 『実践教育学』垤氏フリードリヒ・ディッテス（英語版）著、牧野書房 1894
- 『心理学』垤氏著、金港堂 1895
- 『教育学』ヨハン・フリドリヒ・ヘルバルト著、成美堂 1895, 1896
- 『侍医』リイル著、南江堂 1913
- 『万葉集 第五巻鈔 独訳』藤代博士記念事業会編、藤代博士記念事業会 1939